# داود قرم
داود قرم  كان رائد فن الرسم الكلاسيكي في لبنان والعالم العربي وهو والد الأديب والصناعي شارل قرم. 